# Michael Walchhofer
Michael Walchhofer (Radstadt, 28 aprile 1975) è un dirigente sportivo ed ex sciatore alpino austriaco specializzato nella discesa libera: in questa specialità ottenne i principali successi in carriera, tra i quali una medaglia d'argento olimpica, una medaglia d'oro iridata e tre Coppe del Mondo di specialità.

## Biografia

### Carriera sciistica

#### Stagioni 1995-1999
Originario di Altenmarkt-Zauchensee e attivo in gare FIS dal dicembre del 1994, Walchhofer in Coppa Europa esordì il 16 gennaio 1995 a La Thuile in discesa libera, senza completare la prova, ottenne il primo podio il 18 dicembre 1996 a Haus nella medesima specialità (3º) e la prima vittoria il 25 gennaio 1997 a Sestriere, sempre in discesa libera.
Esordì in Coppa del Mondo il 6 gennaio 1999 a Kranjska Gora in slalom speciale (9º) e ai Campionati mondiali a Vail/Beaver Creek 1999, dove si piazzò 6º nella combinata e non completò lo slalom speciale; in quella stessa stagione 1998-1999 in Coppa Europa si aggiudicò la classifica generale.

#### Stagioni 2000-2004
Il 3 marzo 2000 ottenne l'ultima vittoria, nonché ultimo podio, in Coppa Europa, al Passo del Tonale in discesa libera, e il 21 gennaio 2001 ottenne il primo podio in Coppa del Mondo, arrivando 2º nella classica combinata dell'Hahnenkamm di Kitzbühel; in quella stagione 2000-2001 chiuse al 2º posto la classifica di combinata, preceduto dal vincitore Lasse Kjus di 20 punti. Ai XIX Giochi olimpici invernali di Salt Lake City 2002, sua prima presenza olimpico, non completò la prova di combinata.
Il 26 gennaio 2003 ottenne la prima vittoria in Coppa del Mondo, nuovamente nella combinata dell'Hahnenkamm di Kitzbühel, e in quella stagione 2002-2003 chiuse al 3º posto la classifica di discesa libera e al 2º posto quella di combinata, preceduto dal vincitore Bode Miller di 25 punti. Sempre nel 2003 ai Mondiali di Sankt Moritz vinse la medaglia d'oro nella discesa libera.

#### Stagioni 2005-2006
Nella stagione 2004-2005 in Coppa del Mondo chiuse al 4º posto la classifica generale, suo miglior piazzamento in carriera, e vinse la sua prima Coppa del Mondo di discesa libera con 63 punti di vantaggio su Miller; i suoi podi stagionali furono 10, con 4 vittorie in altrettante classiche dello sci alpino: il supergigante della Saslong in Val Gardena il 17 dicembre, la discesa libera della Lauberhorn di Wengen il 15 gennaio e le due discese libere disputate sulla Kandahar di Garmisch-Partenkirchen il 18 e il 19 febbraio. Ai Mondiali di Bormio/Santa Caterina Valfurva di quell'anno vinse la medaglia d'argento nel supergigante e nella gara a squadre, quella di bronzo nella discesa libera e si piazzò 4º nella combinata.
Nella stagione 2005-2006 vinse la sua seconda Coppa del Mondo di discesa libera, con 31 punti di vantaggio su Fritz Strobl, e fu 2º nella classifica di combinata, a 145 dal vincitore Benjamin Raich; i suoi podi stagionali furono 5, con 3 vittorie tra le quali la discesa libera della Streif di Kitzbühel il 21 gennaio. Ai XX Giochi olimpici invernali di Torino 2006 vinse la medaglia d'argento nella discesa libera (Walchhofer, sceso con il pettorale numero 10, rimase a lungo in testa alla gara, ma fu infine battuto per 72 centesimi di secondo dal francese Antoine Dénériaz, sceso per trentesimo) e non completò la combinata.

#### Stagioni 2007-2009
Il 28 e il 29 dicembre 2006 vinse le due discese libere di Coppa del Mondo disputate sulla Stelvio di Bormio e ai successivi Mondiali di Åre 2007 si piazzò 15º nella discesa libera e non completò la supercombinata. Nella stagione 2007-2008 in Coppa del Mondo fu 3º nella classifica di discesa libera; i suoi podi stagionali furono 2, le vittorie ottenute in discesa libera il 30 novembre sulla Birds of Prey di Beaver Creek e il 15 dicembre sulla Saslong in Val Gardena.
Ai Mondiali di Val-d'Isère 2009 si piazzò 12º nella discesa libera e 13º nel supergigante; in quella stessa stagione 2008-2009 vinse la sua terza Coppa del Mondo di discesa libera, con 46 punti di vantaggio su Klaus Kröll, e i suoi podi stagionali furono 6, tra i quali la vittoria del 20 dicembre 2008 nella discesa libera della Saslong in Val Gardena, per la seconda volta.

#### Stagioni 2010-2011
Ai XXI Giochi olimpici invernali di Vancouver 2010, sua ultima presenza olimpica, si classificò 10º nella discesa libera e 21º nel supergigante. In quella stagione 2009-2010 in Coppa del Mondo fu 2º nella classifica di supergigante, a 15 punti dal vincitore Erik Guay; i suoi podi stagionali furono 4, con una vittoria.
Ai Mondiali di Garmisch-Partenkirchen 2011, suo congedo iridato, si piazzò 7º nella discesa libera e 11º nel supergigante; in quella stagione 2010-2011 in Coppa del Mondo fu 2º nella classifica di discesa libera, a 12 punti dal vincitore Didier Cuche, e i suoi podi stagionali furono 5, con 4 vittorie tra le quali il supergigante della Saslong in Val Gardena (per la seconda volta in carriera) il 17 dicembre, la discesa libera della Stelvio di Bormio (per la terza volta) il 29 dicembre e la discesa libera di Kvitfjell del 12 marzo 2011, sua ultima vittoria, nonché ultimo podio, in Coppa del Mondo. Si ritirò al termine di quella stessa stagione e la sua ultima gara fu la discesa libera di Coppa del Mondo disputata il 16 marzo a Lenzerheide, chiusa da Walchhofer all'11º posto.

### Carriera dirigenziale
Nel 2013 è stato eletto vicepresidente della Federazione sciistica dell'Austria (Österreichischer Skiverband).

## Palmarès

### Olimpiadi
- 1 medaglia:
  - 1 argento (discesa libera a Torino 2006)

### Mondiali
- 4 medaglie:
  - 1 oro (discesa libera a Sankt Moritz 2003)
  - 2 argenti (supergigante, gara a squadre a Bormio/Santa Caterina Valfurva 2005)
  - 1 bronzo (discesa libera a Bormio/Santa Caterina Valfurva 2005)

### Coppa del Mondo
- Miglior piazzamento in classifica generale: 4º nel 2005
- Vincitore della Coppa del Mondo di discesa libera nel 2005, nel 2006 e nel 2009
- 49 podi:
  - 19 vittorie
  - 15 secondi posti
  - 15 terzi posti

#### Coppa del Mondo - vittorie
| Data             | Località               | Paese       | Specialità |
| ---------------- | ---------------------- | ----------- | ---------- |
| 26 gennaio 2003  | Kitzbühel              | Austria     | KB         |
| 29 novembre 2003 | Lake Louise            | Canada      | DH         |
| 17 dicembre 2004 | Val Gardena            | Italia      | SG         |
| 15 gennaio 2005  | Wengen                 | Svizzera    | DH         |
| 18 febbraio 2005 | Garmisch-Partenkirchen | Germania    | DH         |
| 19 febbraio 2005 | Garmisch-Partenkirchen | Germania    | DH         |
| 10 dicembre 2005 | Val-d'Isère            | Francia     | DH         |
| 11 dicembre 2005 | Val-d'Isère            | Francia     | SC         |
| 21 gennaio 2006  | Kitzbühel              | Austria     | DH         |
| 28 dicembre 2006 | Bormio                 | Italia      | DH         |
| 29 dicembre 2006 | Bormio                 | Italia      | DH         |
| 30 novembre 2007 | Beaver Creek           | Stati Uniti | DH         |
| 15 dicembre 2007 | Val Gardena            | Italia      | DH         |
| 20 dicembre 2008 | Val Gardena            | Italia      | DH         |
| 12 dicembre 2009 | Val-d'Isère            | Francia     | SG         |
| 27 novembre 2010 | Lake Louise            | Canada      | DH         |
| 17 dicembre 2010 | Val Gardena            | Italia      | SG         |
| 29 dicembre 2010 | Bormio                 | Italia      | DH         |
| 12 marzo 2011    | Kvitfjell              | Norvegia    | DH         |

Legenda:

DH = discesa libera

SG = supergigante

KB = combinata

SC = supercombinata

### Coppa Europa
- Vincitore della Coppa Europa nel 1999
- Vincitore della classifica di slalom speciale nel 1999
- 8 podi:
  - 5 vittorie
  - 3 terzi posti

#### Coppa Europa - vittorie
| Data             | Località                         | Paese    | Specialità |
| ---------------- | -------------------------------- | -------- | ---------- |
| 25 gennaio 1997  | Sestriere                        | Italia   | DH         |
| 14 dicembre 1998 | Nova Levante/Passo di Costalunga | Italia   | SL         |
| 8 gennaio 1999   | Kranjska Gora                    | Slovenia | SL         |
| 28 febbraio 1999 | Kiruna                           | Svezia   | SL         |
| 3 marzo 2000     | Passo del Tonale                 | Italia   | DH         |

Legenda:

DH = discesa libera

SL = slalom speciale

### Campionati austriaci
- 4 medaglie[3]:
  - 1 oro (discesa libera nel 2000)
  - 3 argenti (discesa libera nel 2001; discesa libera nel 2003; discesa libera nel 2008)

### Campionati austriaci juniores
- 4 medaglie[4]:
  - 3 ori (discesa libera, slalom gigante, combinata nel 1992)
  - 1 argento (slalom speciale nel 1992)

## Statistiche

### Podi in Coppa del Mondo
| Stagione/Specialità | Discesa libera | Discesa libera | Discesa libera | Supergigante | Supergigante | Supergigante | Combinata | Combinata | Combinata | Podi totali |
| ------------------- | -------------- | -------------- | -------------- | ------------ | ------------ | ------------ | --------- | --------- | --------- | ----------- |
| Stagione/Specialità | 1º             | 2º             | 3º             | 1º           | 2º           | 3º           | 1º        | 2º        | 3º        | Podi totali |
| 2000                |                |                |                |              |              |              |           |           |           | 0           |
| 2001                |                |                |                |              |              |              |           | 1         |           | 1           |
| 2002                |                | 1              | 2              |              |              |              |           |           | 1         | 4           |
| 2003                |                | 4              |                |              |              |              | 1         |           |           | 5           |
| 2004                | 1              | 1              | 1              |              | 1            | 1            |           |           |           | 5           |
| 2005                | 3              | 1              | 4              | 1            |              | 1            |           |           |           | 10          |
| 2006                | 2              | 2              |                |              |              |              | 1         |           |           | 5           |
| 2007                | 2              |                |                |              |              |              |           |           |           | 2           |
| 2008                | 2              |                |                |              |              |              |           |           |           | 2           |
| 2009                | 1              | 3              | 1              |              |              | 1            |           |           |           | 6           |
| 2010                |                |                | 1              | 1            | 1            | 1            |           |           |           | 4           |
| 2011                | 3              |                | 1              | 1            |              |              |           |           |           | 5           |
| Totale              | 14             | 12             | 10             | 3            | 2            | 4            | 2         | 1         | 1         | 49          |
| Totale              | 36             | 36             | 36             | 9            | 9            | 9            | 4         | 4         | 4         | 49          |